# Universitat de Dicle
La Universitat de Dicle (en turc: Dicle Üniversitesi; en kurd: Zanîngeha Dîcleyê) és una universitat pública situada a la ciutat de Diyarbakır, a Turquia, i una de les institucions d'educació superior més grans de l'estat. Les facultats es troben a Ergani, Çermik, Çüngüş, Bismil i Silvan. La Universitat Dicle és el centre del Projecte d'Anatòlia Sud-oriental.

## Història
La creació de la Universitat de Dicle està relacionada amb la Diyarbakır Eğitim Enstitüsü, que va ser fundada el 1962. La Facultat de Medicina, que es va obrir el 1966 com a part de la Universitat d'Ankara, forma el nucli central de l'actual Universitat de Dicle. Amb l'obertura de la Facultat d'Art i Ciències el 1974, es va fundar oficialment la Universitat de Dicle. La Facultat d'Odontologia es va crear el 1976 i la Facultat d'Agricultura el 1981. El nom de Universitat de Diyarbakır es va canviar a Universitat de Dicle el 1982 quan es van inaugurar la Facultat d'Enginyeria i Arquitectura, la Facultat de Dret i la Facultat d'Educació.

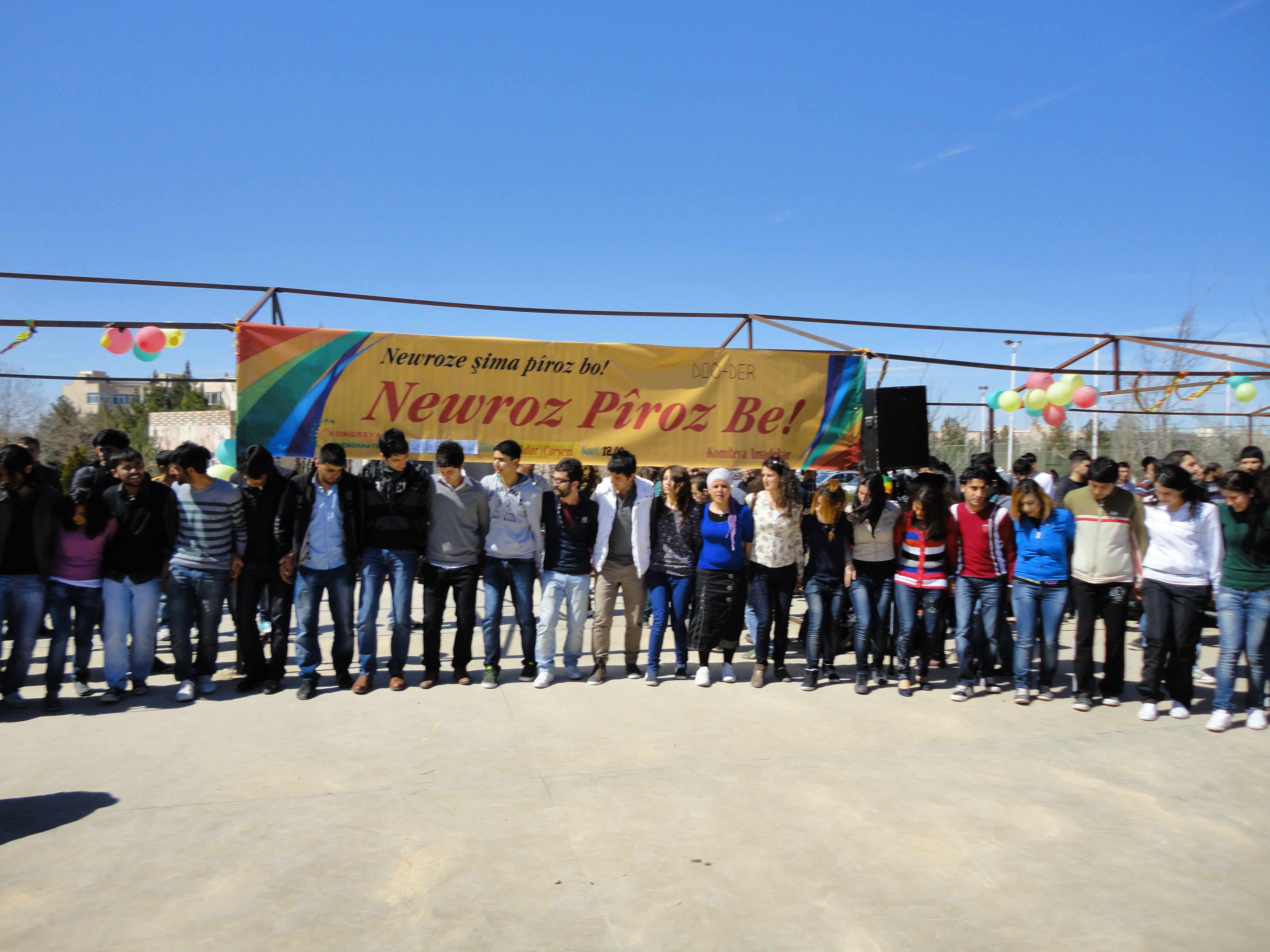
Alumnes celebrant el Newroz

Alguns del seus exalumnes són els polítics Ayla Akat Ata, Ebru Günay, portaveu del Partit Democràtic dels Pobles, Osman Baydemir i Feridun Çelik, exalcaldes de Diyarbakır, Sara Kaya, exalcaldessa de Nísibis, i l'advocat Tahir Elçi.